# Robin van Aggele
Robin van Aggele (Hilversum, 30 juli 1984) is een voormalige Nederlandse zwemmer. Hij vertegenwoordigde zijn vaderland op de Olympische Zomerspelen 2008 in Peking. Op de kortebaan is Van Aggele houder van het Europees record op de 100 meter schoolslag.

## Carrière
Van Aggele die in 2004 zijn internationale seniorendebuut maakte bij de Europese kampioenschappen kortebaan in Wenen. In Wenen strandde hij in de halve finales van de 100 meter wisselslag en in de series van de 50 meter vlinderslag en de 200 meter wisselslag. Samen met Bastiaan Tamminga, Joris Keizer en Mark Veens eindigde hij als zevende op de 4x50 meter wisselslag. 
Op de wereldkampioenschappen zwemmen 2005 in Montreal werd Van Aggele uitgeschakeld in de halve finales van de 200 meter wisselslag en in de series van de 400 meter wisselslag. Op de 4x200 meter vrije slag strandde hij samen met Thomas Felten, Bas van Velthoven en Stefan Oosting. Tijdens de Europese kampioenschappen kortebaanzwemmen 2005 wist Van Aggele het Nederlands record op de 100 meter wisselslag scherper te stellen tot een tijd van 54,17. Hiermee eindigde hij in de finale op een vierde plaats, slechts 1 honderdste van een seconde achter de Litouwer Vytautas Janusaitis die brons won. Op de 100 en de 200 meter schoolslag werd hij uitgeschakeld in de series, samen met Mitja Zastrow, Bastiaan Tamminga en Mark Veens eindigde hij als zesde op de 4x50 meter wisselslag. 
In Shanghai nam de Van Aggele deel aan de wereldkampioenschappen kortebaanzwemmen 2006, op dit toernooi eindigde hij als zesde op de 100 meter wisselslag. Op de 50 en de 100 meter schoolslag strandde hij in de halve finales en op de 200 meter schoolslag in de series. Op de Europese kampioenschappen kortebaanzwemmen 2006 in de Finse hoofdstad Helsinki eindigde Van Aggele wederom als vierde op de 100 meter wisselslag, op de 50 meter schoolslag werd hij uitgeschakeld in de halve finales en op de 100 en de 200 meter schoolslag in de series. Op de 4x50 meter vrije slag veroverde hij samen met Johan Kenkhuis, Bas van Velthoven en Mitja Zastrow de bronzen medaille, samen met Nick Driebergen, Bastiaan Tamminga en Johan Kenkhuis eindigde hij als achtste op de 4x50 meter wisselslag.
Tijdens de wereldkampioenschappen zwemmen 2007 in Melbourne strandde Van Aggele in de halve finales van de 50 meter schoolslag en in de series van de 100 en de 200 meter schoolslag. In Debrecen nam Van Aggele deel aan de Europese kampioenschappen kortebaanzwemmen 2007, op dit toernooi eindigde hij als zesde op de 100 meter schoolslag. Op de 4x50 meter wisselslag sleepte hij samen met Nick Driebergen, Bastiaan Tamminga en Mitja Zastrow de bronzen medaille in de wacht. 
Op de Europese kampioenschappen zwemmen 2008 in Eindhoven eindigde Van Aggele als vierde op de 100 meter vlinderslag, op de 50 meter vlinderslag en de 50 en de 100 meter schoolslag werd hij uitgeschakeld in de series. Samen met Nick Driebergen, Thijs van Valkengoed en Mitja Zastrow eindigde hij als vierde op de 4x100 meter wisselslag. Tijdens de wereldkampioenschappen kortebaanzwemmen 2008 in Manchester eindigde Van Aggele als vijfde op de 50 meter schoolslag en als zesde op de 100 meter schoolslag als de 100 meter wisselslag, op de 200 meter schoolslag strandde hij in de series. Op de 4x100 meter vrije slag legde hij samen met Robert Lijesen, Bas van Velthoven en Mitja Zastrow beslag op de zilveren medaille, het kwartet verbeterde tevens het Europees record. Samen met Bastiaan Tamminga, Joeri Verlinden en Robert Lijesen eindigde hij als achtste op de 4x100 meter wisselslag. De Olympische Zomerspelen van 2008 werden een grote teleurstelling voor Van Aggele hij werd uitgeschakeld in de series van de 100 meter vlinderslag, 200 meter schoolslag en de 200 meter wisselslag. Een maand na de Spelen kondigde hij aan om toe te treden tot AZ&PC waar hij ging trainen onder leiding van Fedor Hes, die hem ook al bijstond in de aanloop naar Peking. In Rijeka nam Van Aggele deel aan de Europese kampioenschappen kortebaanzwemmen 2008, op dit toernooi eindigde hij als vierde op zowel de 100 meter schoolslag als de 100 meter wisselslag. Op de 4x50 meter wisselslag eindigde hij samen met Nick Driebergen, Bastiaan Tamminga en Robert Lijesen op de vijfde plaats, samen met Robert Lijesen, Bastiaan Tamminga en Stefan de Die eindigde hij als zesde op de 4x50 meter vrije slag. 

### 2009–2013
Bij de wereldkampioenschappen 2009 in de Italiaanse hoofdstad Rome strandde Van Aggele in de series van zowel de 50 meter schoolslag als de 100 meter vlinderslag. De Europese kampioenschappen kortebaan 2009 in Istanboel werden de definitieve doorbraak. Van Aggele werd verrassend Europees kampioen op de 100 meter schoolslag in een Europees Record van 56.29, op de 100 meter wisselslag eindigde hij op de vierde plaats. Op de 4x50 meter wisselslag eindigde hij samen met Nick Driebergen, Joeri Verlinden en Bastiaan Tamminga op de vijfde plaats.
Tijdens de Europese kampioenschappen 2010 in Boedapest eindigde Van Aggele als vijfde op de 50 meter schoolslag, op de 100 meter schoolslag werd hij uitgeschakeld in de series. Op de Europese kampioenschappen kortebaan 2010 in Eindhoven veroverde de Nederlander de Europese titel op de 50 meter schoolslag, op de 100 meter schoolslag sleepte hij de bronzen medaille in de wacht. Samen met Nick Driebergen, Joeri Verlinden en Stefan de Die eindigde hij als vierde op de 4x50 meter wisselslag, op de 4x50 meter vrije slag eindigde hij samen met Jan Kersten, Bas van Velthoven en Robbert Donk op de vijfde plaats. In Dubai nam Van Aggele deel aan de wereldkampioenschappen kortebaan 2010, op dit toernooi eindigde hij als zesde op de 50 meter schoolslag.
Tijdens de Europese kampioenschappen kortebaan 2011 in Szczecin eindigde hij als zesde op de 50 meter schoolslag, samen met Bastiaan Lijesen, Joeri Verlinden en Joost Reijns eindigde hij als vierde op de 4x50 meter wisselslag. Inmiddels is Van Aggele gestopt met de wedstrijdsport en hij is trainer bij zwemvereniging WVZ uit Zoetermeer.

## Internationale toernooien
| Jaar | Olympische Spelen                                            | WK langebaan                                                  | WK kortebaan | EK langebaan                                                                                        | EK kortebaan |
| ---- | ------------------------------------------------------------ | ------------------------------------------------------------- | --- | --------------------------------------------------------------------------------------------------- | --- |
| 2004 | geen deelname                                                |                                                               | geen deelname | geen deelname                                                                                       | 21e 50m vlinderslag 11e 100m wisselslag 13e 200m wisselslag 7e 4x50m wisselslag                                                |
| 2005 |                                                              | 14e 200m wisselslag 11e 400m wisselslag 12e 4x200m vrije slag | | | 22e 100m schoolslag 13e 200m schoolslag 4e 100m wisselslag 6e 4x50m wisselslag                                                 |
| 2006 |                                                              |                                                               | 15e 50m schoolslag 14e 100m schoolslag 11e 200m schoolslag 6e 100m wisselslag                                                | geen deelname                                                                                       | 16e 50m schoolslag · 19e 100m schoolslag · 27e 200m schoolslag · 4e 100m wisselslag · 4x50 m vrije slag · 8e 4x50 m wisselslag |
| 2007 |                                                              | 10e 50m schoolslag 17e 100m schoolslag 18e 200m schoolslag    | | | 6e 100m schoolslag · halve finale 100m wisselslag · 4x50m wisselslag                                                           |
| 2008 | 48e 200m schoolslag 20e 100m vlinderslag 39e 200m wisselslag |                                                               | 5e 50m schoolslag · 6e 100m schoolslag · 11e 200m schoolslag · 6e 100m wisselslag · 4x100m vrije slag · 8e 4x100m wisselslag | 35e 50m schoolslag 27e 100m schoolslag 26e 50m vlinderslag 4e 100m vlinderslag 4e 4x100m wisselslag | 18e 50m schoolslag 4e 100m schoolslag serie 100m vlinderslag 4e 100m wisselslag 6e 4x50m vrije slag 5e 4x50m wisselslag        |
| 2009 |                                                              | 26e 50m schoolslag 23e 100m vlinderslag                       | | | 100m schoolslag · 4e 100m wisselslag · 5e 4x50m wisselslag                                                                     |
| 2010 |                                                              |                                                               | 6e 50m schoolslag | 5e 50m schoolslag 21e 100m schoolslag                                                               | 50m schoolslag · 100m schoolslag · 5e 4x50m vrije slag · 4e 4x50m wisselslag                                                   |
| 2011 |                                                              | geen deelname                                                 | | | serie 50m vrije slag 6e 50m schoolslag 4e 4x50m wisselslag                                                                     |

## Persoonlijke records
Bijgewerkt tot en met 13 augustus 2010
Kortebaan
| Afstand          | Tijd    | Datum            | Plaats    |
| ---------------- | ------- | ---------------- | --------- |
| 50m vrije slag   | 21,68   | 15 november 2009 | Berlijn   |
| 100m vrije slag  | 48,23   | 17 december 2006 | Drachten  |
| 50m schoolslag   | 26,34   | 11 december 2009 | Istanboel |
| 100m schoolslag  | 56,29   | 11 december 2009 | Istanboel |
| 50m vlinderslag  | 23,39   | 21 december 2008 | Amsterdam |
| 100m vlinderslag | 51,86   | 19 oktober 2008  | Aken      |
| 100m wisselslag  | 51,93   | 13 december 2009 | Istanboel |
| 200m wisselslag  | 1.57,15 | 19 december 2008 | Amsterdam |
| 400m wisselslag  | 4.14,35 | 12 oktober 2007  | Aken      |

Langebaan
| Afstand          | Tijd    | Datum            | Plaats    |
| ---------------- | ------- | ---------------- | --------- |
| 100m vrije slag  | 50,62   | 6 december 2008  | Eindhoven |
| 50m schoolslag   | 27,50   | 13 augustus 2010 | Boedapest |
| 100m schoolslag  | 1.01,48 | 19 april 2009    | Amsterdam |
| 200m schoolslag  | 2.13,12 | 21 april 2006    | Eindhoven |
| 50m vlinderslag  | 23,92   | 6 december 2008  | Eindhoven |
| 100m vlinderslag | 52,04   | 31 juli 2009     | Rome      |
| 200m wisselslag  | 2.01,35 | 1 juni 2007      | Amsterdam |
| 400m wisselslag  | 4.20,56 | 2 april 2005     | Cádiz     |